# Cordillera Huaytapallana
La cordillera Huaytapallana es una cadena montañosa de la región central del Perú que se extiende unos 20 km en dirección norte-sur por el territorio del departamento de Junín. La cordillera se encuentra cubierta de neveros con una superficie glaciar de 59,08 km², siendo su máxima elevación el nevado Huaytapallana, con 5.557 m s. n. m. El sistema hidrográfico de esta pequeña cordillera drenan hacia la cuenca del río Amazonas mediante sus ríos Perené y Mantaro.

## Etimología
Su nombre procede de los términos quechuas wayta 'flor', el verbo pallay 'recoger' y el sufijo nominalizador -na. Por lo tanto, Huaytapallana significa 'lugar donde se recogen las flores'.

## Ubicación geográfica
La cordillera se encuentra a 22 kilómetros al noreste de la ciudad de Huancayo. Está comprendido entre los 11° 47′ y 11° 57′ de latitud sur y los 75° 05′ y 74° 58′ de longitud oeste del meridiano de Greenwich, atravesando las provincias juninenses de Concepción y Huancayo.

## Glaciares
La cordillera Huaytapallana presenta glaciares de circo que ocupan una depresión de carácter semicircular generada por erosión glaciar, la cual es rodeada por flancos montañosos con mucha pendiente que culminan en cumbres o cordones tipo "aretes". Las cumbres que lo conforman alcanzan los 5200 y 5557 metros de altitud. Los últimos estudios y mediciones realizados en la cordillera muestran evidentes señales que los glaciares han retrocedido, siendo estas depresiones ocupadas por lagunas, el cual es embalsado por un umbral rocoso o quiebre de pendiente por donde salía la lengua glaciar en forma de cascada de hielo.

## Lagunas
Existen numerosas lagunas que se encuentran localizadas en 2 cuencas hidrográficas principales, entre ellas está, la cuenca del río Mantaro y Perené. La mayor cantidad de lagunas para las 2 cuencas hidrográficas, se encuentran a altitudes de 4,000-4,800 m s. n. m., destacándose la mayor concentración en la cuenca del río Perené y en menor cantidad de lagunas a altitudes inferiores a los 4000 m s. n. m. y mayores a los 4,800 m s. n. m. Las principales lagunas son: Yanaucsha, Azulcocha, Yanacancha, Pomacancha, Lazuntay y chuspicoha.

## Clima
Las condiciones climatológicas dentro de la cordillera son marcadas por dos estaciones durante el año, el invierno o estación seca de abril a octubre y la estación de lluvias de noviembre a marzo. La humedad relativa es de 94% y la precipitación anual media es de 773.10 mm. La vegetación es del tipo gramíneas (ichu) que cubre grandes extensiones de terreno. En el área el clima es frío con temperaturas inferiores a 0 °C, especialmente en la noche.

## Cumbres más altas
Cubierta por cumbres de nieves, la cordillera de Huaytapallana alcanza su mayor altitud en el nevado del mismo nombre, Huaytapallana, con 5.557 metros.
| Nombre        | Altitud (m s. n. m.) | Coordenadas                                  |
| ------------- | -------------------- | -------------------------------------------- |
| Huaytapallana | 5.557                | 11°54′29″S 75°03′15″O / -11.90806, -75.05417 |
| Lasuntay      | 5.500                | 11°56′06″S 75°02′38″O / -11.93500, -75.04389 |
| Chuspi        | 5.400                | 11°53′11″S 75°03′54″O / -11.88639, -75.06500 |
| Anchigrande   | 5.350                | 11°52′32″S 75°02′27″O / -11.87556, -75.04083 |
| Cochas        | 5.315                | 11°55′27″S 75°01′37″O / -11.92417, -75.02694 |
| Tello         | 5.300                | 11°49′15″S 75°05′27″O / -11.82083, -75.09083 |
| Talves        | 5.285                | 11°53′41″S 75°03′23″O / -11.89472, -75.05639 |
| Pacaco        | 5.250                | 11°48′52″S 75°05′12″O / -11.81444, -75.08667 |
| Muradayo      | 5.245                | 11°51′02″S 75°04′59″O / -11.85056, -75.08306 |
| Putcacocha    | 5.236                | 11°52′22″S 75°04′24″O / -11.87278, -75.07333 |